# Mástil de Yeda
El mástil de bandera de Yeda es un mástil de bandera independiente en Yeda, Arabia Saudita. Con una altura 171 metros, fue el mástil de bandera más alto del mundo desde 2014 hasta 2021, cuando se erigió el mástil de bandera de El Cairo en El Cairo, Egipto, a una altura de 201,952 metros.
El asta de bandera cilíndrica fue construida con 500 toneladas de acero en septiembre de 2014 por la Iniciativa Comunitaria Abdul Latif Jameel y Al-Babtain Power & Telecom. Las secciones del asta de la bandera fueron levantadas a su lugar por una grúa sobre cadenas Liebherr LR 1750 con una pluma de 182 metros operada por el Gulf Haulage and Heavy Lift Company.[cita requerida]
El asta de la bandera rompió el récord de altura anterior que tenía el asta de la bandera de Dusambé en Dusambé, Tayikistán, que es de 165 metros de altura. Entre los poseedores de récords anteriores al asta de la bandera de Dusambé se encontraba el de 162 metros mástil de la bandera nacional de Azerbaiyán y el mástil de bandera de Panmunjeom de Kijŏng-dong en Corea del Norte.
Una bandera de Arabia Saudita, 49.5 por 33 metros y pesa 570 kilogramos, se planteó por primera vez el 23 de septiembre de 2014, el Día Nacional de Arabia Saudita.

## Geografía
El asta de la bandera de Yeda está situada en el centro de la Plaza del Rey Abdullah, rodeada de 13 luces que representan las 13 gobernaciones de Arabia Saudita. El parque de 26,000 metros cuadrados, también conocido como "Plaza del Custodio de las Dos Mezquitas Sagradas", está situado junto a la Corniche Norte de Yeda. Cubierto en un tercio por plantas, representa las dos espadas y la palmera, emblema de Arabia Saudita.